# 迪圖爾島
65°1′S 63°55′W / 65.017°S 63.917°W
迪圖爾島（英語：Detour Island）是南極洲的島嶼，位於威廉群島的一部分，處於勒梅爾海峽西面，由讓-巴蒂斯特·夏古率領的法國探險隊繪入地圖，現時由南極條約體系管理。